# Banner (Unix)
Pour les articles homonymes, voir Banner.
banner est une commande Unix qui affiche une grande bannière sur la sortie standard.

## Exemple
```
$ banner bonjour
#####    ####   #    #       #   ####   #    #  #####
#    #  #    #  ##   #       #  #    #  #    #  #    #
#####   #    #  # #  #       #  #    #  #    #  #    #
#    #  #    #  #  # #       #  #    #  #    #  #####
#    #  #    #  #   ##  #    #  #    #  #    #  #   #
#####    ####   #    #   ####    ####    ####   #    #
```